# Valencia Club de Fútbol 2013-2014
Questa voce raccoglie le informazioni del Valencia Club de Fútbol nelle competizioni ufficiali della stagione 2013-2014.

## Stagione
La stagione 2013-2014 vede la 79ª partecipazione nella massima divisione spagnola e la 27ª di fila per il club valenciano. In Europa League i pipistrelli partono direttamente dalla fase a gironi, poiché sono arrivati quinti nella stagione precedente (prima posizione utile per qualificarsi all'Europa League) e le finaliste della Coppa del Re 2012-2013, Atletico Madrid e Real Madrid, partecipano alla Champions League. A inizio stagione Amadeo Salvo viene nominato nuovo presidente del club in seguito a una riunione della giunta generale degli azionisti del Valencia, e successivamente viene assegnata la panchina lasciata da Ernesto Valverde a Miroslav Đukić.
La stagione comincia con un ritiro estivo che si svolge dal 10 al 20 luglio nella località tedesca di Speyer. Al ritiro partecipano 22 giocatori, compreso un portiere dei Juvenil A; si aggregano successivamente Jonas (il 12 luglio) per la sua paternità, mentre Banega e Feghouli raggiungono il gruppo il 13 luglio. Insieme a questi ultimi giunge a Speyer il nuovo acquisto valenciano Oriol Romeu. La prima amichevole viene disputata il 14 luglio contro il club tedesco del Karlsruhe, il quale si impone per 2-1. Tre giorni dopo, il 17 dello stesso mese, gli spagnoli si fermano sullo 0-0 contro il Waldhof Mannheim, in una partita con i classici ritmi di metà luglio. Il 20 luglio viene effettuato l'ultimo allenamento del ritiro, prima di disputare la partita nel pomeriggio a fronte dello Stoccarda, conclusasi con la vittoria dei tedeschi che si impongono grazie a una rete al quarto minuto di gioco di Schwaab.
Nella terza settimana di luglio cominciano i lavori per migliorare l'immagine dello stadio, il quale verrà pulito e "colorato" di arancione: in una tribuna verrà disegnato un pipistrello, simbolo della città e del club, di più di 90 metri di lunghezza; sull'altra verrà impressa la scritta "Mestalla": entrambe queste decorazioni saranno nere, come del resto, lo saranno le parole sulle curve, una "Amunt" e l'altra "Valencia", che danno il motto della società spagnola.
Il 24 luglio si uniscono al resto della squadra anche i nazionali Andrés Guardado, reduce dalla Confederationds Cup e il giovane Juan Bernat che ha partecipato ai mondiali under-20 con la Spagna.
Inoltre il club partecipa all'International Champions Cup, torneo organizzato negli Stati Uniti: la prima partita è giocata proprio dal Valencia che al Mestalla incontra il Milan nell'unico incontro disputato in Europa. Per i rossoneri sarà la prima volta nello stadio del Valencia. È proprio il club italiano a imporsi per 2-1, in una partita in cui Robinho è protagonista del primo tempo in cui riesce a sbagliare un rigore, fare gol e infortunarsi in appena 24 minuti. Nella ripresa un Valencia più pimpante accorcia le distanze e prende due legni, ma non basta per vincere e accedere tra le prime quattro. Il 1º agosto la squadra spagnola si trasferisce negli USA per partecipare alle sue due ultime partite del torneo: il 4 dello stesso mese al Met Life Stadium nel New Jersey si disputa la partita con l'Inter. Contro l'altra squadra milanese il risultato è completamente diverso rispetto a quello di qualche giorno prima: i pipistrelli vanno in gol con Banega, Viera, che segna anche allo scadere il definitivo 4-0, e il brasiliano Jonas, che, tra l'altro, colpisce anche un palo.
L'ultima partita del torneo americano valido per il 5º posto viene fatta contro l'Everton al Sun Life Stadium di Miami. La rete di Míchel, premiato come migliore in campo, su assist di Cissokho, decreta la vittoria del club spagnolo, che torna in patria l'8 agosto.
Il giorno prima del Trofeo Estrella Damm il Valencia svolge il primo allenamento dal rientro dagli Stati Uniti con la presenza di Hélder Postiga. Il 10 agosto si disputerà la 42ª edizione del Trofeo Estrella Damm, occasione nella quale il Valencia presenta la squadra. Quest'anno è l'Olympiacos a giocare contro i pipistrelli, che si impongono per 2-1 grazie anche alla prima rete di Postiga con la maglia del Valencia.
Il 12 agosto apre la campagna libera degli abbonamenti, che arriva a uno sconto medio del 17% rispetto alla passata stagione e picchi di abbassamento di alcuni prezzi che toccano il 33%.
Il 17 agosto al Mestalla si disputa la prima partita di campionato: i blanquinegros si impongono 1-0 contro il Málaga grazie al primo gol di piede con la casacca valencianista di Ricardo Costa che approfitta di un'errata uscita del portiere ospite Willy Caballero. La giornata successiva è quella in cui Postiga segna il primo gol ufficiale con i pipistrelli: l'1-0 arrivato dopo otto minuti di gioco si rivela però vano ai fini del risultato che premia un Espanyol più propositivo e che ha giocato meglio. La rimonta è stata effettuata con due colpi di testa e una gran giocata di Lanzarote che ha servito l'assist per il decisivo 3-1. Nella partita successiva è il Valencia che deve provare a rimontare, perché in casa contro il Barcellona subisce prima una rete di Neymar annullata per un fuorigioco inesistente, poi una tripletta di Messi. Il Barcellona ha continuato a controllare il match, nonostante qualche tentativo dei blanquinegros. Questi hanno portato i loro frutti nel finale di primo tempo: prima Postiga ha segnato un gol in mezza rovesciata mandando la sfera all'incrocio dei pali, poi lo stesso portoghese ha finalizzato un angolo di Banega. Al rientro in campo dopo l'intervallo entrambe le squadre hanno avuto buone opportunità e possibilità di concretizzare ancora, la più eclatante delle quali è stato il palo del possibile 3-3 di Jonas allo scadere, ma nonostante tutto i blaugrana hanno conservato una marcatura di vantaggio che è valsa la vittoria.
Il 6 settembre i blanquinegros incontreranno il Real Valladolid nella 40ª edizione del trofeo Ciutat de Valladolid. La partita si svolgerà alle 20 nello stadio José Zorrilla, dove gioca le partite il Pucela. Il match si conclude 4-2 per il Valencia, con doppiette di Jonas (un rigore) e Paco Alcácer.
È il campionato il vero problema degli Els Che, tanto che arriva la terza sconfitta consecutiva in casa del Betis. Dopo mezz'ora di gioco la partita è già chiusa a causa della rete di Jorge Molina e la doppietta di Salva Sevilla. Il 3-1 segnato dal capitano Ricardo Costa su angolo nel secondo tempo non cambia l'andamento dell'incontro, perché prima del triplice fischio è ancora il Betis ad avere le occasioni più importanti. Il ritorno alla vittoria, dopo un'altra sconfitta arrivata in occasione dell'esordio nei gironi di Europa League che ha visto lo Swansea sbancare il Mestalla con il punteggio di 3-0, avviene contro un Siviglia che è in difficoltà come lo è la squadra valenciana. Infatti i primi minuti di gioco risultano nervosi, poi i pipistrelli impongono il loro gioco e vincono. Da segnalare la buona prova del giovane canterano Fede Cartabia.
Le due giornate successive vedono altrettante vittorie dei blanquinegros: entrambi i successi sono stati ottenuti per 1-0 grazie a una rete di Jonas. Contro il Granada la marcatura del brasiliano arriva solamente allo scadere di una partita poco movimentata, consentendo alla sua squadra di ottenere la prima vittoria esterna stagionale, mentre nel settimo turno l'attaccante approfitta di un errore di un difensore.
Il momento risulta essere positivo per il Valencia che ottiene la quarta vittoria consecutiva (tra campionato ed Europa League) nella competizione europea, in casa del Kuban Krasnodar. Nonostante il predominio dei pipistrelli la partita offre poche occasioni da entrambe le parti e solo un errore del portiere dei russi che scivola permette agli spagnoli di portarsi in vantaggio con Paco Alcácer, all'esordio stagionale; successivamente l'algerino Feghouli sigla la seconda rete per gli ospiti direttamente su punizione. La novità nella formazione valenciana è la presenza di Pablo Piatti, mai convocato precedentemente in stagione e fuori rosa anche durante le amichevoli. Il primo pareggio stagionale viene ottenuto al Nuevo San Mamés di Bilbao, dove il gol di Banega su rigore (il primo segnato nel nuovo stadio dell'Athletic, dopo due sbagliati in partite precedenti) porta in vantaggio gli ospiti, che riescono a imporre il proprio gioco nella fase centrale del match, ma vengono raggiunti in seguito alla reazione dei leoni.
Dopo la sconfitta al Mestalla contro la Real Sociedad (1-2), il Valencia vince per 5-1 contro il San Gallo con i quali contendeva il secondo posto nel girone. La superiorità dei padroni di casa è risultata evidente dopo poco più di mezz'ora di gioco, quando il capitano Ricardo Costa ha siglato di testa il quarto gol. Da segnalare la prima doppietta in prima squadra per Federico Cartabia, autore della seconda e terza rete. A seguito del largo successo europeo arrivano due sconfitte consecutive ad opera di Villarreal, che supera agevolmente i corregionali con un punteggio di 4-1, e Almería, ultimo in classifica, che ottiene la prima vittoria in campionato. I risultato al di sotto delle attese hanno scatenato una Pañolada dei tifosi blanquinegros.

## Maglie e sponsor
Lo sponsor principale del club spagnolo è, come l'anno precedente, la Jinko Solar, che rinnova l'accordo fino al 2014. La Joma continua a essere il fornitore e sponsor tecnico del Valencia anche nella stagione 2013-2014.
La prima maglia, quasi completamente bianca con il colletto arancione e due strisce del medesimo colore lungo i fianchi, viene abbinata a dei pantaloncini neri. Per il portiere, invece, la divisa è di colore rosso. Peculiarità di questa stagione è lo stemma, ricamato in bianco e nero (bianco e rosso in quella dell'estremo difensore), colori societari del Valencia, come se fosse in negativo. La seconda casacca è arancione (sia maglia che pantaloncini) e presenta due strisce diagonali, una nera superiore e una bianca inferiore, al centro. In entrambe le divise compare la bandiera della regione sul retro. La terza maglia rimane anche quest'anno la cosiddetta senyera, ovvero la classica divisa a strisce rosse e gialle.
|  | Casa | Trasferta | Terza maglia | 1ª Portiere |

## Organigramma societario
Area direttiva
- Presidente: Amadeo Salvo
- Membri del consiglio: Salvador Martínez Colorado, Juan Cruz Sol Oria, Manuel Peris Santonja, Jose Manuel Ramón Palau Navarro, Miguel Ángel Gil de Pareja Pérez, Mónica Escamilla Condes
- Portavoce del consiglio: Rafael Bonmatí[60]
- Direttore generale: Luis Cervera Torres[61]
- Consigliere area sociale: Juan Cruz Sol[62]

Area organizzativa
- Segretaria del consiglio: Auxiliadora Borja Albiol[59]

Area comunicazione
- Responsabile area comunicazione e relazioni esterne: Damià Vidagany[63]

Area marketing
- Direttore marketing: Damià Vidagany
- Responsabile marketing internazionale: Pedro Malabia[64]

Area tecnica
- Direttore sportivo: Braulio Vazquez[66]
- Delegato di campo: Salvador González Marco, meglio conosciuto come Voro
- Allenatore: Miroslav Đukić (fino al 16 dicembre 2013)[67]
Nico Estévez (dal 16 al 26 dicembre 2013)[67]
Juan Antonio Pizzi (dal 26 dicembre 2013)[68]
- Allenatore in seconda: Raymond Henric-Coll
Manuel Suárez (dal 26 dicembre 2013)
- Preparatore dei portieri: José Manuel Ochotorena
- Preparatore atletico: Dejan Ilic
Alejandro Richino (dal 26 dicembre)
- Analista tecnico: Pablo Rodríguez
- Magazzinieri: José Manuel López, Vicente Navarro Navarro, Vicent Ventura, Iván Montero Rodríguez e Bernardo España

Area sanitaria
- Responsabile settore medico: Juan Albors Baga[70]
- Medici sociali: Álvaro Sala Lajo e Luis Silvestre Tatay
- Infermiere: Pepe de los Santos
- Fisioterapisti: Jerónimo Benavent Canet, Pepe Guillart Castells, Andreu Gramaje Bornay e Juan Carlos Suarez Garcia
- Recupero infortunati: Jordi Sorlí Guerola
- Farmacista: Francisco Vidal Ortells

## Rosa
Rosa, ruoli e numerazione ricavati dal sito ufficiale del Valencia. Aggiornata al 2 febbraio 2014.
| N. |                       | Ruolo | Calciatore        |
| -- | --------------------- | ----- | ----------------- |
| 1  | Brasile (bandiera)    | P     | Diego Alves       |
| 2  | Argentina (bandiera)  | A     | Pablo Piatti      |
| 3  | Francia (bandiera)    | D     | Aly Cissokho      |
| 3  | Portogallo (bandiera) | D     | Rúben Vezo        |
| 4  | Francia (bandiera)    | D     | Adil Rami         |
| 4  | Svizzera (bandiera)   | D     | Philippe Senderos |
| 5  | Spagna (bandiera)     | D     | Víctor Ruiz       |
| 6  | Spagna (bandiera)     | C     | Oriol Romeu       |
| 7  | Brasile (bandiera)    | A     | Jonas             |
| 8  | Algeria (bandiera)    | C     | Sofiane Feghouli  |
| 9  | Portogallo (bandiera) | A     | Hélder Postiga    |
| 10 | Argentina (bandiera)  | C     | Éver Banega       |
| 11 | Colombia (bandiera)   | A     | Dorlan Pabón      |
| 11 | Mali (bandiera)       | C     | Seydou Keita      |
| 12 | Portogallo (bandiera) | D     | João Pereira      |
| 13 | Spagna (bandiera)     | P     | Vicente Guaita    |
| 14 | Spagna (bandiera)     | C     | Juan Bernat       |

| N. |                       | Ruolo | Calciatore                     |
| -- | --------------------- | ----- | ------------------------------ |
| 15 | Spagna (bandiera)     | C     | Javi Fuego                     |
| 16 | Spagna (bandiera)     | A     | Paco Alcácer                   |
| 17 | Spagna (bandiera)     | A     | Jonathan Viera                 |
| 17 | Cile (bandiera)       | A     | Edu Vargas                     |
| 18 | Messico (bandiera)    | C     | Andrés Guardado                |
| 19 | Spagna (bandiera)     | D     | Antonio Barragán               |
| 20 | Portogallo (bandiera) | D     | Ricardo Costa (Capitano)       |
| 21 | Spagna (bandiera)     | C     | Daniel Parejo                  |
| 22 | Francia (bandiera)    | D     | Jérémy Mathieu (Vice-capitano) |
| 23 | Spagna (bandiera)     | A     | Sergio Canales                 |
| 24 | Spagna (bandiera)     | C     | Míchel                         |
| 25 | Brasile (bandiera)    | A     | Vinícius Araújo                |
| 26 | Spagna (bandiera)     | P     | Jaume Doménech Sánchez         |
| 28 | Argentina (bandiera)  | C     | Federico Cartabia              |
| 29 | Spagna (bandiera)     | C     | Manu Molina                    |
| 30 | Spagna (bandiera)     | C     | Cristian Portugués             |
| 31 | Spagna (bandiera)     | D     | José Gayá                      |

## Calciomercato

### Sessione estiva(dal 1º/7 al 2/9)
La sessione di mercato si apre con il ritorno dai prestiti di Paco Alcácer e Gago, rispettivamente dal Getafe e dal Vélez Sarsfield. Vengono successivamente acquistati lo svincolato Javi Fuego e viene riscattato Nelson Valdez dal Rubin Kazan. Per quanto riguarda Míchel il Valencia esercita il diritto di contro-acquisto. Il club fa cassa vendendo Tino Costa per sette milioni di euro allo Spartak Mosca.
La sessione verrà però ricordata soprattutto per l'addio dello storico capitano David Albelda, il cui contratto non viene rinnovato. Il 12 luglio viene ufficializzato l'arrivo in prestito dal Chelsea di Oriol Romeu. Il 18 luglio è la volta del canterano Carlos Delgado che viene promosso dal Valencia Mestalla, prolungando il contratto con la prima squadra fino al 30 giugno 2016; il giorno successivo l'attaccante della nazionale paraguaiana Nelson Valdez viene ceduto per circa 3 milioni di euro all'Al-Jazira Club. Il 24 luglio il centrocampista argentino Gago, torna nuovamente in patria dopo il temporaneo passaggio al Vélez: il Boca Juniors acquista metà del cartellino per 1,7 milioni di euro.
Il 1º agosto l'attaccante della nazionale spagnola e punta del Valencia Roberto Soldado viene ceduto al Tottenham per 30 milioni di euro, cifra corrispondente alla clausola del giocatore che verrà versata al club spagnolo spalmata in 4 anni: 12 milioni vengono consegnati subito, mentre per i successivi tre anni il Valencia incasserà sei milioni alla volta. La cessione del giocatore va ad aggiungersi al ritiro di Albelda, in un'estate che vede perdere i due simboli della squadra valenciana.
Una settimana dopo la cessione del bomber valenciano, viene acquistato al fine di sostituire quest'ultimo il portoghese Hélder Postiga per tre milioni di euro circa.
Il 9 agosto viene ceduto in prestito al Tenerife Salva Ruiz, giovane promosso in prima squadra durante la pausa di fine stagione quest'anno, al fine di farlo crescere professionalmente. Successivamente viene ceduto in prestito un altro giocatore, il terzino sinistro Aly Cissokho, al Liverpool con diritto di riscatto fissato a una cifra compresa tra i quattro e i cinque milioni di sterline.
Il 27 agosto viene acquistato dal Monterrey Dorlan Pabón, punta ex Parma e Betis. Il colombiano firma un quadriennale con gli El Che, che hanno presentato lo stesso giocatore il giorno successivo all'ufficialità dell'acquisto. La cifra spesa dal Valencia è la metà dei sette milioni e mezzo di euro del cartellino. Con una certa concorrenza in attacco, compresa quella del nuovo arrivato Pabón, Jonathan Viera ha deciso di cambiare squadra per avere un minutaggio maggiore, perciò viene ceduto in prestito senza diritto di riscatto al Rayo Vallecano, dove incontrerà nuovamente il suo ex-allenatore al Las Palmas.
| Acquisti         | Acquisti       | Acquisti        | Acquisti                      |
| R.               | Nome           | da              | Modalità                      |
| ---------------- | -------------- | --------------- | ----------------------------- |
| A                | Paco Alcácer   | Getafe          | fine prestito                 |
| C                | Míchel         | Levante         | contro-acquisto (0,42 mln €)  |
| C                | Javi Fuego     | svincolato      |                               |
| C                | Oriol Romeu    | Chelsea         | prestito                      |
| A                | Hélder Postiga | Saragozza       | definitivo (3 mln €)          |
| A                | Dorlan Pabón   | Monterrey       | definitivo (3,75 mln €)       |
| Altre operazioni |                |                 |                               |
| R.               | Nome           | da              | Modalità                      |
| C                | Fernando Gago  | Vélez Sarsfield | fine prestito                 |
| A                | Nelson Valdez  | Rubin           | riscatto automatico (3 mln €) |

| Cessioni         | Cessioni        | Cessioni       | Cessioni                                           |
| R.               | Nome            | a              | Modalità                                           |
| ---------------- | --------------- | -------------- | -------------------------------------------------- |
| C                | Tino Costa      | Spartak Mosca  | venduto (7 mln €)                                  |
| C                | David Albelda   |                | fine carriera                                      |
| A                | Nelson Valdez   | Al-Jazira      | venduto (3 mln €)                                  |
| A                | Roberto Soldado | Tottenham      | definitivo (30 mln €)                              |
| D                | Aly Cissokho    | Liverpool      | prestito oneroso (1 mln €) con diritto di riscatto |
| A                | Jonathan Viera  | Rayo Vallecano | prestito                                           |
| Altre operazioni |                 |                |                                                    |
| R.               | Nome            | a              | Modalità                                           |
| A                | Nelson Valdez   | Rubin          | fine prestito                                      |
| C                | Fernando Gago   | Boca Juniors   | compartecipazione (1,7 mln €)                      |
| D                | Salva Ruiz      | Tenerife       | prestito                                           |

### Sessione invernale(dal 3/1 al 31/1)
A causa di alcune dichiarazioni contro la società e l'allenatore (al momento dei fatti Miroslav Đukić), Rami è sospeso dal club, fino a quando viene ceduto al Milan in prestito con diritto di riscatto fissato a circa sette milioni di euro. La società spagnola concede inoltre al difensore di potersi allenare con i rossoneri sin da quando è stato raggiunto l'accordo (il 16 ottobre); Rami svolge il primo allenamento a Milanello il giorno seguente, ma potrà giocare in partite ufficiali con la nuova maglia solo dal 3 gennaio, data di apertura del mercato invernale.
Al fine di rimpiazzare il difensore francese viene acquistato il diciannovenne Rúben Vezo, che firma un quadriennale dopo aver effettuato le visite mediche già a novembre. Il 23 gennaio 2014 arriva dal Napoli l'attaccante Edu Vargas, mediante la formula del prestito oneroso (fino al 30 giugno) senza diritto di riscatto.
Il 30 gennaio viene sfoltita la rosa: Dorlan Pabón viene ceduto in prestito al São Paulo fino al 30 giugno 2015, mentre il portoghese Hélder Postiga e l'esterno Guardado passano in prestito con diritto di riscatto rispettivamente alla Lazio e al Bayer Leverkusen. Successivamente viene acquistato il centrocampista ex-Barcellona Seydou Keita con un contratto valevole fino alla fine della stagione con opzione di rinnovo per un altro anno.
| Acquisti         | Acquisti          | Acquisti        | Acquisti                     |
| R.               | Nome              | da              | Modalità                     |
| ---------------- | ----------------- | --------------- | ---------------------------- |
| D                | Rúben Vezo        | Vitória Setúbal | definitivo (1,6 mln €)       |
| A                | Edu Vargas        | Napoli          | prestito oneroso (0,5 mln €) |
| C                | Seydou Keita      | svincolato      |                              |
| D                | Philippe Senderos | svincolato      |                              |
| A                | Vinícius Araújo   | Cruzeiro        | definitivo (3,5 mln €)       |
| Altre operazioni |                   |                 |                              |
| R.               | Nome              | da              | Modalità                     |

| Cessioni         | Cessioni        | Cessioni          | Cessioni                                                       |
| R.               | Nome            | a                 | Modalità                                                       |
| ---------------- | --------------- | ----------------- | -------------------------------------------------------------- |
| D                | Adil Rami       | Milan             | prestito oneroso (0,4 mln €) con diritto di riscatto (7 mln €) |
| A                | Dorlan Pabón    | San Paolo         | prestito                                                       |
| A                | Hélder Postiga  | Lazio             | prestito con diritto di riscatto                               |
| C                | Andrés Guardado | Bayer Leverkusen  | prestito con diritto di riscatto                               |
| C                | Éver Banega     | Newell's Old Boys | prestito                                                       |
| A                | Sergio Canales  | Real Sociedad     | definitivo (3,5 mln €)                                         |
| Altre operazioni |                 |                   |                                                                |
| R.               | Nome            | a                 | Modalità                                                       |

## Risultati

### Primera División

#### Girone d'andata
| Arbitro: | Alfonso Javier Álvarez Izquierdo (Comitato catalano) |

|              |           |  |
| R. Costa 64’ | Marcatori |  |

| Arbitro: | Carlos Velasco Carballo (Comitato madrileno) |

|                                 |           |             |
| López 31’ Stuani 47’ Thievy 87’ | Marcatori | 10’ Postiga |

| Arbitro: | José Antonio Teixeira Vitienes (Comitato cantabro) |

|                  |           |                     |
| Postiga 44’, 45’ | Marcatori | 11’, 39’, 41’ Messi |

| Arbitro: | Javier Estrada Fernández (Comitato catalano) |

|                            |           |              |
| Molina 9’ Sevilla 22’, 35’ | Marcatori | 66’ R. Costa |

| Arbitro: | Alberto Undiano Mallenco (Comitato navarro) |

|                            |           |             |
| Jonas 31’, 72’ V. Ruiz 82’ | Marcatori | 51’ Gameiro |

| Arbitro: | Fernando Teixeira Vitienes (Comitato cantabro) |

|  |           |             |
|  | Marcatori | 90+3’ Jonas |

| Arbitro: | David Fernández Borbalán (Comitato andaluso) |

|           |           |  |
| Jonas 36’ | Marcatori |  |

| Arbitro: | Carlos Del Cerro Grande (Comitato madrileno) |

|                |           |                   |
| Mikel Rico 75’ | Marcatori | 42’ (rig.) Banega |

| Arbitro: | Alejandro Hernández Hernández (Comitato di Las Palmas) |

|           |           |                            |
| Pabón 89’ | Marcatori | 40’ Griezmann 58’ R. Pardo |

| Arbitro: | Carlos Clos Gómez (Comitato aragonese) |

|                                        |           |              |
| Uche 16’ Pérez 21’ dos Santos 49’, 84’ | Marcatori | 63’ R. Costa |

| Arbitro: | Eduardo Prieto Iglesias (Comitato navarro) |

|                  |           |                           |
| Jonas 32’ (rig.) | Marcatori | 61’ Torsiglieri 69’ Vidal |

| Arbitro: | Ignacio Iglesias Villanueva (Comitato galiziano) |

|  |           |           |
|  | Marcatori | 40’ Pabón |

| Arbitro: | Carlos Delgado Ferreiro (Comitato basco) |

|                                |           |                        |
| Pabón 28’ Sofiane Feghouli 75’ | Marcatori | 8’ Guerra 49’ Alcatraz |

| Arbitro: | Alberto Undiano Mallenco (Comitato navarro) |

|                                |           |            |
| Fidel 57’ Cristian Herrera 83’ | Marcatori | 73’ Bernat |

| Arbitro: | Carlos Velasco Carballo (Comitato madrileno) |

|                     |           |  |
| Jonas 44’, 48’, 53’ | Marcatori |  |

| Arbitro: | David Fernández Borbalán (Comitato andaluso) |

|                                        |           |  |
| D. Costa 58’, 80’ (rig.) R. García 63’ | Marcatori |  |

| Arbitro: | Fernando Teixeira Vitienes (Comitato cantabro) |

|                        |           |                                      |
| Piatti 33’ Mathieu 61’ | Marcatori | 27’ Di María 39’ C. Ronaldo 81’ Jesé |

| Arbitro: | César Muñiz Fernández (Comitato asturiano) |

|                         |           |  |
| Piatti 41’ Feghouli 73’ | Marcatori |  |

| Arbitro: | José Luis González González (Comitato castiglianoleonese) |

|                  |           |            |
| Charles 50’, 78’ | Marcatori | 23’ Parejo |

#### Girone di ritorno
| Malaga 17 gennaio 2014, ore 21:00 CET 20ª giornata | Malaga                                       | 0 – 0 referto | Valencia | La Rosaleda (15.000 spett.)\| Arbitro: \| Carlos Velasco Carballo (Comitato madrileno) \| |
| Arbitro:                                           | Carlos Velasco Carballo (Comitato madrileno) |               |          |                                                                                           |

| Arbitro: | David Fernández Borbalán (Comitato andaluso) |

|                      |           |                                 |
| Alcácer 7’ Jonas 32’ | Marcatori | 3’ Córdoba 44’ (rig.) S. García |

| Arbitro: | Pedro Jesús Pérez Montero (Comitato andaluso) |

|                             |           |                                   |
| Sánchez 6’ Messi 53’ (rig.) | Marcatori | 43’ Parejo 48’ Piatti 58’ Alcácer |

| Arbitro: | Javier Estrada Fernández (Comitato catalano) |

|                                                      |           |  |
| Mathieu 41’ Alcácer 44’, 68’ Feghouli 62’ Vargas 78’ | Marcatori |  |

| Siviglia 16 febbraio 2014, ore 21:00 CET 24ª giornata | Siviglia                                             | 0 – 0 referto | Valencia | Ramón Sánchez-Pizjuán (30.000 spett.)\| Arbitro: \| Alfonso Javier Alvarez Izquierdo (Comitato catalano) \| |
| Arbitro:                                              | Alfonso Javier Alvarez Izquierdo (Comitato catalano) |               |          | |

| Arbitro: | José Luis González González (Comitato castiglianoleonese) |

|                        |           |          |
| Alcácer 63’ Vezo 90+1’ | Marcatori | 47’ Piti |

| Arbitro: | Carlos Clos Gómez (Comitato aragonese) |

|              |           |  |
| Larrivey 50’ | Marcatori |  |

| Arbitro: | David Fernández Borbalán (Comitato andaluso) |

|             |           |                   |
| Alcácer 23’ | Marcatori | 52’ (rig.) Aduriz |

| Arbitro: | Javier Estrada Fernández (Comitato catalano) |

|               |           |  |
| Agirretxe 60’ | Marcatori |  |

| Arbitro: | Pedro Jesús Pérez Montero (Comitato andaluso) |

|                   |           |                |
| J. Fuego 35’, 43’ | Marcatori | 83’ dos Santos |

| Arbitro: | José Antonio Teixeira Vitienes (Comitato cantabro) |

|                        |           |                      |
| Ó. Díaz 52’ Corona 54’ | Marcatori | 1’ Keita 34’ Alcácer |

| Arbitro: | Jesús Gil Manzano (Comitato estremegno) |

|           |           |                                   |
| Vargas 5’ | Marcatori | 25’ Lafita 27’ Marica 88’ P. León |

| Valladolid 6 aprile 2014, ore 21:00 CEST 32ª giornata | Real Valladolid                            | 0 – 0 referto | Valencia | José Zorrilla (16.000 spett.)\| Arbitro: \| César Muñiz Fernández (Comitato asturiano) \| |
| Arbitro:                                              | César Muñiz Fernández (Comitato asturiano) |               |          |                                                                                           |

| Arbitro: | Alfonso Javier Alvarez Izquierdo (Comitato catalano) |

|                       |           |          |
| Piatti 22’ Parejo 62’ | Marcatori | 28’ Coro |

| Arbitro: | Javier Estrada Fernández (Comitato catalano) |

|              |           |           |
| O. Riera 19’ | Marcatori | 81’ Jonas |

| Arbitro: | Alberto Undiano Mallenco (Comitato navarro) |

|  |           |               |
|  | Marcatori | 42’ R. García |

| Arbitro: | Carlos Clos Gómez (Comitato aragonese) |

|                               |           |                        |
| S. Ramos 59’ C. Ronaldo 90+2’ | Marcatori | 44’ Mathieu 64’ Parejo |

| Arbitro: | Carlos Velasco Carballo (Comitato madrileno) |

|                                 |           |  |
| Á. Rodríguez 70’ Ivanschitz 81’ | Marcatori |  |

| Arbitro: | Carlos Del Cerro Grande (Comitato madrileno) |

|                         |           |             |
| Feghouli 40’ Piatti 55’ | Marcatori | 4’ Í. López |

### Coppa del Re

#### Sedicesimi di finale
| Tarragona 8 dicembre 2013, ore 17:00 CET Sedicesimi di finale - Andata | Gimnàstic                                          | 0 – 0 referto | Valencia | Nou Estadi (4.112 spett.)\| Arbitro: \| José Antonio Teixeira Vitienes (Comitato cantabro) \| |
| Arbitro:                                                               | José Antonio Teixeira Vitienes (Comitato cantabro) |               |          |                                                                                               |

| Arbitro: | Carlos Del Cerro Grande (Comitato madrileno) |

|             |           |  |
| Alcácer 36’ | Marcatori |  |

#### Ottavi di finale
| Arbitro: | Carlos Clos Gómez (Comitato aragonese) |

|               |           |               |
| Postiga 90+3’ | Marcatori | 72’ R. García |

| Arbitro: | Javier Estrada Fernández (Comitato catalano) |

|                         |           |  |
| Godín 50’ R. García 87’ | Marcatori |  |

### UEFA Europa League

#### Fase a gironi
| Arbitro: | Serge Gumienny |

|  |           |                                  |
|  | Marcatori | 14’ Bony 58’ Michu 62’ de Guzmán |

| Arbitro: | Marijo Strahonja |

|  |           |                          |
|  | Marcatori | 73’ Alcácer 81’ Feghouli |

| Arbitro: | Pol van Boekel |

|                                                        |           |           |
| Alcácer 12’ Cartabia 21’, 30’ R. Costa 33’ Canales 71’ | Marcatori | 74’ Nater |

| Arbitro: | Aljaksej Kul'bakoŭ |

|                         |           |                             |
| Besle 37’ Karanović 66’ | Marcatori | 30’, 76’ Piatti 86’ Canales |

| Arbitro: | Luca Banti |

|  |           |            |
|  | Marcatori | 20’ Parejo |

| Arbitro: | Miroslav Zelinka |

|             |           |               |
| Alcácer 67’ | Marcatori | 84’ Melgarejo |

|              | VAL | SWA | KUB | STG |
| Valencia     |     | 0-3 | 1-1 | 5-1 |
| Swansea City | 0-1 |     | 1-1 | 1-0 |
| Kuban'       | 0-2 | 1-1 |     | 4-0 |
| San Gallo    | 2-3 | 1-0 | 2-0 |     |

| Squadra      | P.ti | G | V | P | S | GF | GS | DG |
| ------------ | ---- | - | - | - | - | -- | -- | -- |
| Valencia     | 13   | 6 | 4 | 1 | 1 | 12 | 7  | +5 |
| Swansea City | 8    | 6 | 2 | 2 | 2 | 6  | 4  | +2 |
| Kuban'       | 6    | 6 | 1 | 3 | 2 | 7  | 7  | 0  |
| San Gallo    | 6    | 6 | 2 | 0 | 4 | 6  | 13 | -7 |

  Valencia e   Swansea City qualificate ai sedicesimi di finale di UEFA Europa League 2013-2014 rispettivamente come prima e seconda del girone A.

#### Fase a eliminazione diretta

##### Sedicesimi di finale
| Arbitro: | Liran Liany |

|  |           |                           |
|  | Marcatori | 79’ Vargas 90+1’ Feghouli |

| Valencia 27 febbraio 2014, ore 21:05 CET Sedicesimi di finale - Ritorno | Valencia      | 0 – 0 referto | Dinamo Kiev | Mestalla (21.000 spett.)\| Arbitro: \| Deniz Aytekin \| |
| Arbitro:                                                                | Deniz Aytekin |               |             |                                                         |

##### Ottavi di finale
| Arbitro: | Clément Turpin |

|  |           |                                       |
|  | Marcatori | 5’ Barragán 33’ Cartabia 59’ Senderos |

| Arbitro: | Tasos Sidiropoulos |

|             |           |  |
| Alcácer 59’ | Marcatori |  |

##### Quarti di finale
| Arbitro: | Martin Atkinson |

|                                |           |  |
| Delgado 34’, 38’ Stocker 90+1’ | Marcatori |  |

| Arbitro: | Viktor Kassai |

|                                                    |           |  |
| Alcácer 38’, 70’, 114’ Vargas 42’ Juan Bernat 118’ | Marcatori |  |

##### Semifinali
| Arbitro: | Damir Skomina |

|                     |           |  |
| M'Bia 33’ Bacca 36’ | Marcatori |  |

| Arbitro: | Milorad Mažić |

|                                          |           |             |
| Feghouli 14’ Beto 26’ (aut.) Mathieu 69’ | Marcatori | 90+4’ M'Bia |

## Statistiche
Tutte le statistiche aggiornate al 17 maggio 2014, a stagione finita.

### Statistiche di squadra
| Competizione       | Punti | In casa | In casa | In casa | In casa | In casa | In casa | In trasferta | In trasferta | In trasferta | In trasferta | In trasferta | In trasferta | Totale | Totale | Totale | Totale | Totale | Totale | DR  |
| Competizione       | Punti | G       | V       | N       | P       | Gf      | Gs      | G            | V            | N            | P            | Gf           | Gs           | G      | V      | N      | P      | Gf     | Gs     | DR  |
| ------------------ | ----- | ------- | ------- | ------- | ------- | ------- | ------- | ------------ | ------------ | ------------ | ------------ | ------------ | ------------ | ------ | ------ | ------ | ------ | ------ | ------ | --- |
| Primera División   | 49    | 19      | 10      | 3       | 6       | 35      | 24      | 19           | 3            | 7            | 9            | 16           | 29           | 38     | 13     | 10     | 15     | 51     | 53     | -2  |
| Coppa del Re       | -     | 2       | 1       | 1       | 0       | 2       | 1       | 2            | 0            | 1            | 1            | 0            | 2            | 4      | 1      | 2      | 1      | 2      | 3      | -1  |
| UEFA Europa League | 13    | 7       | 4       | 2       | 1       | 15      | 6       | 7            | 5            | 0            | 2            | 11           | 7            | 14     | 9      | 2      | 3      | 26     | 13     | +13 |
| Totale             | 62    | 28      | 15      | 6       | 7       | 52      | 31      | 28           | 8            | 8            | 12           | 27           | 38           | 56     | 23     | 14     | 19     | 79     | 69     | +10 |

### Andamento in campionato
| Giornata  | 1 | 2  | 3  | 4  | 5  | 6 | 7 | 8 | 9 | 10 | 11 | 12 | 13 | 14 | 15 | 16 | 17 | 18 | 19 | 20 | 21 | 22 | 23 | 24 | 25 | 26 | 27 | 28 | 29 | 30 | 31 | 32 | 33 | 34 | 35 | 36 | 37 | 38 |
| --------- | - | -- | -- | -- | -- | - | - | - | - | -- | -- | -- | -- | -- | -- | -- | -- | -- | -- | -- | -- | -- | -- | -- | -- | -- | -- | -- | -- | -- | -- | -- | -- | -- | -- | -- | -- | -- |
| Luogo     | C | T  | C  | T  | C  | T | C | T | C | T  | C  | T  | C  | T  | C  | T  | C  | C  | T  | T  | C  | T  | C  | T  | C  | T  | C  | T  | C  | T  | C  | T  | C  | T  | C  | T  | T  | C  |
| Risultato | V | P  | P  | P  | V  | V | V | N | P | P  | P  | V  | N  | P  | V  | P  | P  | V  | P  | N  | N  | V  | V  | N  | V  | P  | N  | P  | V  | N  | P  | N  | V  | N  | P  | N  | P  | V  |
| Posizione | 9 | 10 | 12 | 16 | 10 | 7 | 6 | 7 | 8 | 11 | 12 | 9  | 9  | 11 | 9  | 9  | 11 | 8  | 8  | 9  | 10 | 8  | 8  | 8  | 8  | 9  | 8  | 8  | 8  | 8  | 8  | 8  | 8  | 8  | 8  | 8  | 10 | 8  |

Fonte:  Liga – Classifiche, su sport.sky.it, sport.sky.it. URL consultato il 18 maggio 2014 (archiviato dall'url originale il 12 marzo 2014).
Legenda:

Luogo: C = Casa; T = Trasferta. Risultato: V = Vittoria; N = Pareggio; P = Sconfitta.

### Statistiche dei giocatori
In corsivo i giocatori che hanno lasciato la squadra a stagione già iniziata.
| Giocatore    | Primera División | Primera División | Primera División | Primera División | Coppa di Spagna | Coppa di Spagna | Coppa di Spagna | Coppa di Spagna | Europa League | Europa League | Europa League | Europa League | Totale   | Totale | Totale      | Totale     |
| Giocatore    | Presenze         | Reti             | Ammonizioni      | Espulsioni       | Presenze        | Reti            | Ammonizioni     | Espulsioni      | Presenze      | Reti          | Ammonizioni   | Espulsioni    | Presenze | Reti   | Ammonizioni | Espulsioni |
| ------------ | ---------------- | ---------------- | ---------------- | ---------------- | --------------- | --------------- | --------------- | --------------- | ------------- | ------------- | ------------- | ------------- | -------- | ------ | ----------- | ---------- |
| P. Alcácer   | 23               | 7                | 6                | 0                | 3               | 1               | 0               | 0               | 11            | 7             | 3             | 0             | 37       | 15     | 9           | 0          |
| D. Alves     | 27               | -32              | 3                | 0                | 1               | -0              | 0               | 0               | 7             | -2            | 1             | 0             | 35       | -34    | 4           | 0          |
| V. Araújo    | 6                | 0                | 0                | 0                | -               | -               | -               | -               | -             | -             | -             | -             | 6        | 0      | 0           | 0          |
| S. Ayala     | 0                | 0                | 0                | 0                | -               | -               | -               | -               | -             | -             | -             | -             | 0        | 0      | 0           | 0          |
| É. Banega    | 18               | 1                | 6                | 0                | 2               | 0               | 0               | 0               | 2             | 0             | 1             | 0             | 22       | 1      | 7           | 0          |
| A. Barragán  | 20               | 0                | 5                | 2                | 2               | 0               | 2               | 0               | 9             | 1             | 2             | 0             | 31       | 1      | 9           | 2          |
| J. Bernat    | 32               | 1                | 2                | 0                | 4               | 0               | 1               | 0               | 13            | 1             | 2             | 0             | 49       | 2      | 5           | 0          |
| S. Canales   | 19               | 0                | 1                | 0                | 3               | 0               | 1               | 0               | 5             | 2             | 0             | 0             | 27       | 2      | 2           | 0          |
| F. Cartabia  | 25               | 0                | 4                | 0                | 3               | 0               | 1               | 0               | 12            | 3             | 1             | 0             | 40       | 3      | 6           | 0          |
| A. Cissokho  | -                | -                | -                | -                | -               | -               | -               | -               | -             | -             | -             | -             | -        | -      | -           | -          |
| R. Costa     | 20               | 3                | 8                | 1                | 3               | 0               | 2               | 0               | 9             | 1             | 1             | 0             | 32       | 4      | 11          | 1          |
| J. Domenech  | 0                | -0               | 0                | 0                | -               | -               | -               | -               | 0             | -0            | 0             | 0             | 0        | -0     | 0           | 0          |
| S. Feghouli  | 32               | 4                | 4                | 0                | 3               | 0               | 0               | 0               | 10            | 3             | 2             | 0             | 45       | 7      | 6           | 0          |
| J. Fuego     | 27               | 2                | 6                | 0                | 3               | 0               | 1               | 0               | 10            | 0             | 3             | 0             | 40       | 2      | 10          | 0          |
| J. Gayá      | 1                | 0                | 0                | 0                | -               | -               | -               | -               | 3             | 0             | 0             | 0             | 4        | 0      | 0           | 0          |
| V. Guaita    | 13               | -21              | 1                | 0                | 3               | -3              | 0               | 0               | 7             | -11           | 1             | 0             | 23       | -35    | 2           | 0          |
| A. Guardado  | 16               | 0                | 3                | 0                | 3               | 0               | 0               | 0               | 3             | 0             | 1             | 0             | 22       | 0      | 4           | 0          |
| R. Ibáñez    | -                | -                | -                | -                | -               | -               | -               | -               | 0             | 0             | 0             | 0             | 0        | 0      | 0           | 0          |
| Jonas        | 31               | 10               | 4                | 0                | 1               | 0               | 2               | 1               | 8             | 0             | 2             | 0             | 40       | 10     | 8           | 1          |
| L. Kaak      | 0                | 0                | 0                | 0                | -               | -               | -               | -               | -             | -             | -             | -             | 0        | 0      | 0           | 0          |
| S. Keita     | 11               | 1                | 4                | 0                | -               | -               | -               | -               | 7             | 0             | 1             | 1             | 18       | 1      | 5           | 1          |
| J. Mathieu   | 32               | 3                | 8                | 1                | 4               | 0               | 0               | 0               | 10            | 1             | 2             | 0             | 46       | 4      | 10          | 1          |
| Míchel       | 13               | 0                | 3                | 0                | 2               | 0               | 1               | 0               | 6             | 0             | 0             | 0             | 21       | 0      | 4           | 0          |
| M. Molina    | -                | -                | -                | -                | -               | -               | -               | -               | 0             | 0             | 0             | 0             | 0        | 0      | 0           | 0          |
| D. Pabón     | 13               | 3                | 0                | 0                | 2               | 0               | 0               | 0               | 3             | 0             | 0             | 0             | 18       | 3      | 0           | 0          |
| D. Parejo    | 31               | 4                | 7                | 0                | 4               | 0               | 4               | 1               | 11            | 1             | 3             | 0             | 46       | 5      | 14          | 1          |
| J. Pereira   | 25               | 0                | 8                | 0                | 2               | 0               | 0               | 0               | 11            | 0             | 2             | 0             | 38       | 0      | 10          | 0          |
| P. Piatti    | 17               | 5                | 3                | 0                | 3               | 0               | 0               | 0               | 9             | 2             | 1             | 0             | 29       | 7      | 4           | 0          |
| H. Pizana    | 0                | 0                | 0                | 0                | -               | -               | -               | -               | -             | -             | -             | -             | 0        | 0      | 0           | 0          |
| C. Portugués | 1                | 0                | 0                | 0                | -               | -               | -               | -               | 1             | 0             | 0             | 0             | 2        | 0      | 0           | 0          |
| H. Postiga   | 15               | 3                | 1                | 0                | 3               | 1               | 0               | 0               | 5             | 0             | 1             | 0             | 23       | 4      | 2           | 0          |
| A. Rami      | 3                | 0                | 1                | 0                | -               | -               | -               | -               | 1             | 0             | 0             | 1             | 4        | 0      | 1           | 1          |
| O. Romeu     | 13               | 0                | 3                | 0                | 1               | 0               | 0               | 0               | 4             | 0             | 1             | 0             | 18       | 0      | 4           | 0          |
| S. Ruiz      | 0                | 0                | 0                | 0                | -               | -               | -               | -               | 0             | 0             | 0             | 0             | 0        | 0      | 0           | 0          |
| V. Ruiz      | 11               | 1                | 3                | 0                | 1               | 0               | 0               | 0               | 7             | 0             | 1             | 1             | 19       | 1      | 4           | 1          |
| P. Senderos  | 8                | 0                | 4                | 0                | -               | -               | -               | -               | 3             | 1             | 1             | 0             | 11       | 1      | 5           | 0          |
| A. Sivera    | 0                | 0                | 0                | 0                | 0               | 0               | 0               | 0               | -             | -             | -             | -             | 0        | 0      | 0           | 0          |
| E. Vargas    | 17               | 2                | 3                | 0                | -               | -               | -               | -               | 8             | 2             | 1             | 0             | 25       | 4      | 4           | 0          |
| R. Vezo      | 8                | 1                | 0                | 0                | 0               | 0               | 0               | 0               | -             | -             | -             | -             | 8        | 1      | 0           | 0          |
| J. Viera     | 1                | 0                | 0                | 0                | -               | -               | -               | -               | -             | -             | -             | -             | 1        | 0      | 0           | 0          |

## Giovanili

### Organigramma societario
Area direttiva
- Direttore generale: Francisco Joaquín Pérez[166]
- Direttore sportivo: José Manuel Embela[167]
- Direttore tecnico: Rubén Baraja[168]
- Amministratore delegato Valencia Mestalla: Salvador Gomar[169]

Area tecnica - Valencia Mestalla
- Team manager: Francisco Camarasa Castellar
- Allenatore: Nico Estévez (fino al 7 aprile 2014)[170]
Curro Torres (dal 7 aprile 2014)[171]
- Preparatore dei portieri: Luis Vicente de Miguel Rivera
- Magazziniere: Pedro Mares Sancho

Area sanitaria - Valencia Mestalla
- Medico: Antonio Giner Marco
- Fisioterapista: Joaquín Galindo Valiente
- Recupero infortunati: Gonzalo Bau Requesens

Area tecnica - Juvenil A
- Team manager: Angel Gallego
- Allenatore: Rubén Baraja[62]
- Allenatore in seconda: Carlos Arroyo
- Preparatore dei portieri: Marrama
- Preparatore atletico: Manu Poblaciones

Area tecnica - Juvenil B
- Team manager: Eduardo Llorens
- Allenatore: Rubén Mora
- Allenatore in seconda: Xavi Calabuig
- Preparatore dei portieri: Marrama
- Preparatore atletico: Toni Astorgano

Area tecnica - Cadete A
- Team manager: Fernando
- Allenatore: Curro Torres (fino al 7 aprile 2014)[171]
Miguel (dal 7 aprile 2014)
- Allenatore in seconda: Toni
- Preparatore dei portieri: Toni Ibañez
- Preparatore atletico: Sergi

Area tecnica - Cadete B
- Team manager: Alberto
- Allenatore: Taja
- Allenatore in seconda: Manuel Ruz
- Preparatore dei portieri: Toni Ibañez
- Preparatore atletico: Alvaro

Area tecnica - Cadete C
- Team manager: Antonio
- Allenatore: Raúl Muñoz
- Preparatore dei portieri: Toni Ibañez
- Preparatore atletico: Juan Carlos Serra

Area tecnica - Cadete D
- Allenatore: Juanfran
- Allenatore in seconda: Daniel
- Preparatore atletico: Juan Carlos Serra

Area tecnica - Infantil A
- Team manager: Jose Joaquin
- Allenatore: Jorge Manteca
- Allenatore in seconda: Toni Hernandez
- Preparatore dei portieri: Toni Ibañez
- Preparatore atletico: Adrián

Area tecnica - Infantil B
- Team manager: Gabi
- Allenatore: Miguel Angel Angulo
- Allenatore in seconda: Rodrigo Aranda
- Preparatore dei portieri: Toni Ibañez
- Preparatori atletici: Rubén Hernandez e Michel Bellver

Area tecnica - Infantil C
- Team manager: Luis
- Allenatore: Sergio Ventosa
- Preparatore dei portieri: Toni Ibañez
- Preparatore atletico: Rafa Murgui

Area tecnica - Infantil D
- Allenatore: Miguel Angel Vila
- Preparatore atletico: Rodrigo Aranda

### Piazzamenti
Dati ricavati dal sito internet ufficiale del club valenciano. Selezionare la categoria desiderata per visualizzarne la classifica.
- Valencia Mestalla:
  - Segunda División B 2013-2014: 16º classificato nel gruppo III. Qualificato ai play-out, salvezza ottenuta nello spareggio con l'Algeciras.
- Juvenil A:
  - Campionato: 1º classificato nel gruppo 7 della División de Honor. Qualificato alla "Copa de Campeones".
  - Copa de Campeones: Quarti di finale.[183]
  - Ruhr-Cup International: Finalista.[184][185]
- Juvenil B:
  - Campionato: 2º classificato nel gruppo 8 della Liga Nacional Juvenil.
- Cadete A:
  - Campionato: 1º classificato.
- Cadete B:
  - Campionato: 1º classificato.
- Cadete C:
  - Campionato: 1º classificato.
- Infantil A:
  - Campionato: 2º classificato.
- Infantil B:
  - Campionato: 1º classificato.
- Infantil C:
  - Campionato: 1º classificato.